# Isná ašaríja
Isná ašaríja (arabsky: اثنا عشرية), též dvanáctníci, je ší'itské hnutí, jehož následovníci tvoří v rámci ší'itského islámu nejpočetnější skupinu. Odhaduje se, že okolo 10–15 % z celkové populace muslimů jsou ší'ité, a přibližně 80 % ší'itů jsou dvanáctníci. Např. v Íránu tvoří dvanáctníci dodnes silně majoritní skupinu. Příslušníci isná ašaríji uznávají dvanáct imámů. Jejich pořadí je následující:
1. Alí ibn Abí Tálib (600–661)
2. Hasan ibn Alí (625–669)
3. Husajn ibn Alí (626–680)
4. Alí ibn Husajn (658–713)
5. Muhammad ibn Alí (676–743)
6. Dža'far as-Sádik (703–765)
7. Músa ibn Džafar (745–799)
8. Alí ibn Músa (765–818)
9. Muhammad ibn Alí (810–835)
10. Alí ibn Muhamad (827–868)
11. Hasan al Askarí (846–874)
12. Muhammad al-Mahdí (868–současnost)

Poslední, 12. imám se již v raném věku prý ztratil nebo uchýlil do ústraní. Podobně jako u dalších ší'itských sekt, i učení isná ašaríji předpokládá příchod 12. imáma v soudný den.

## Galerie

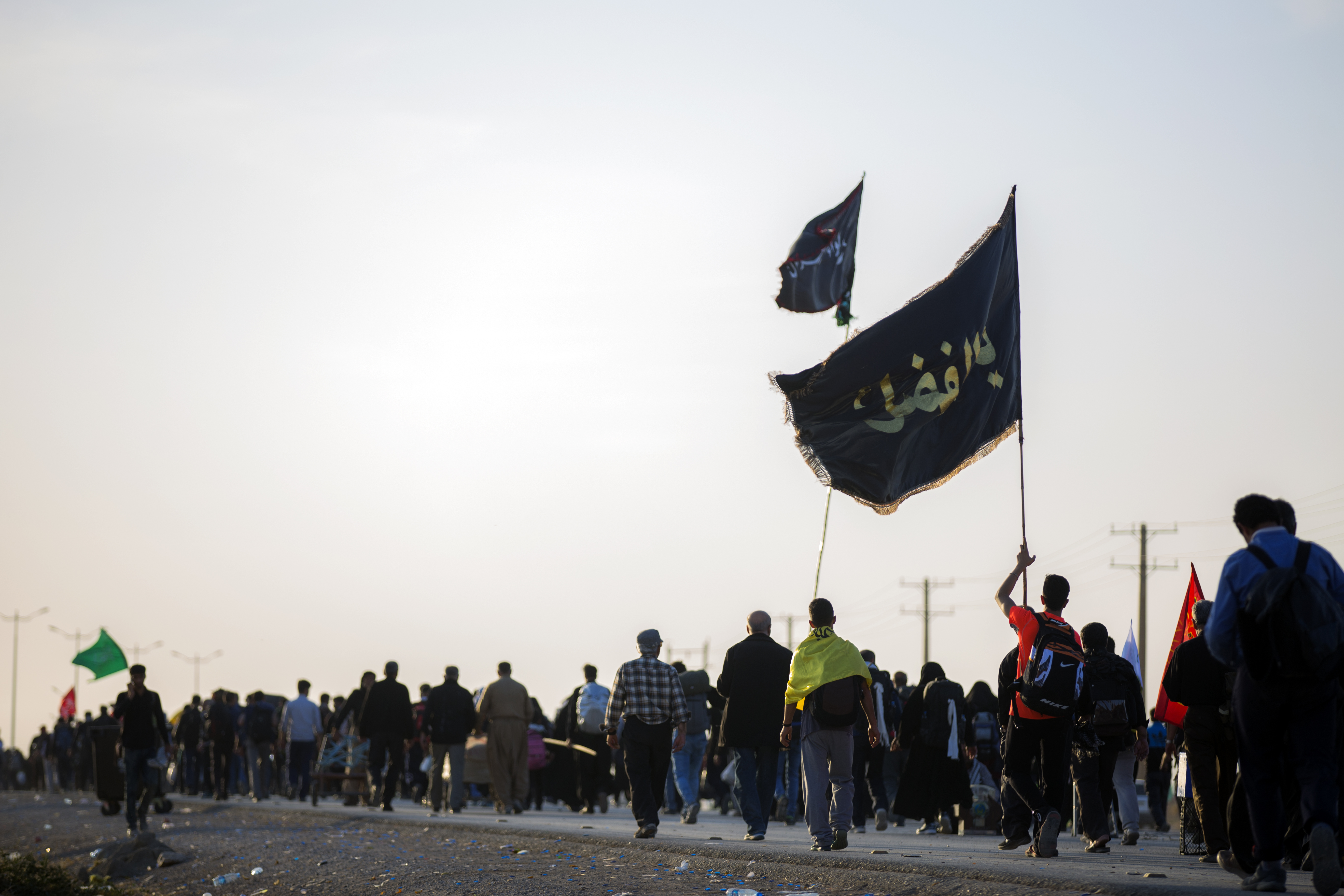
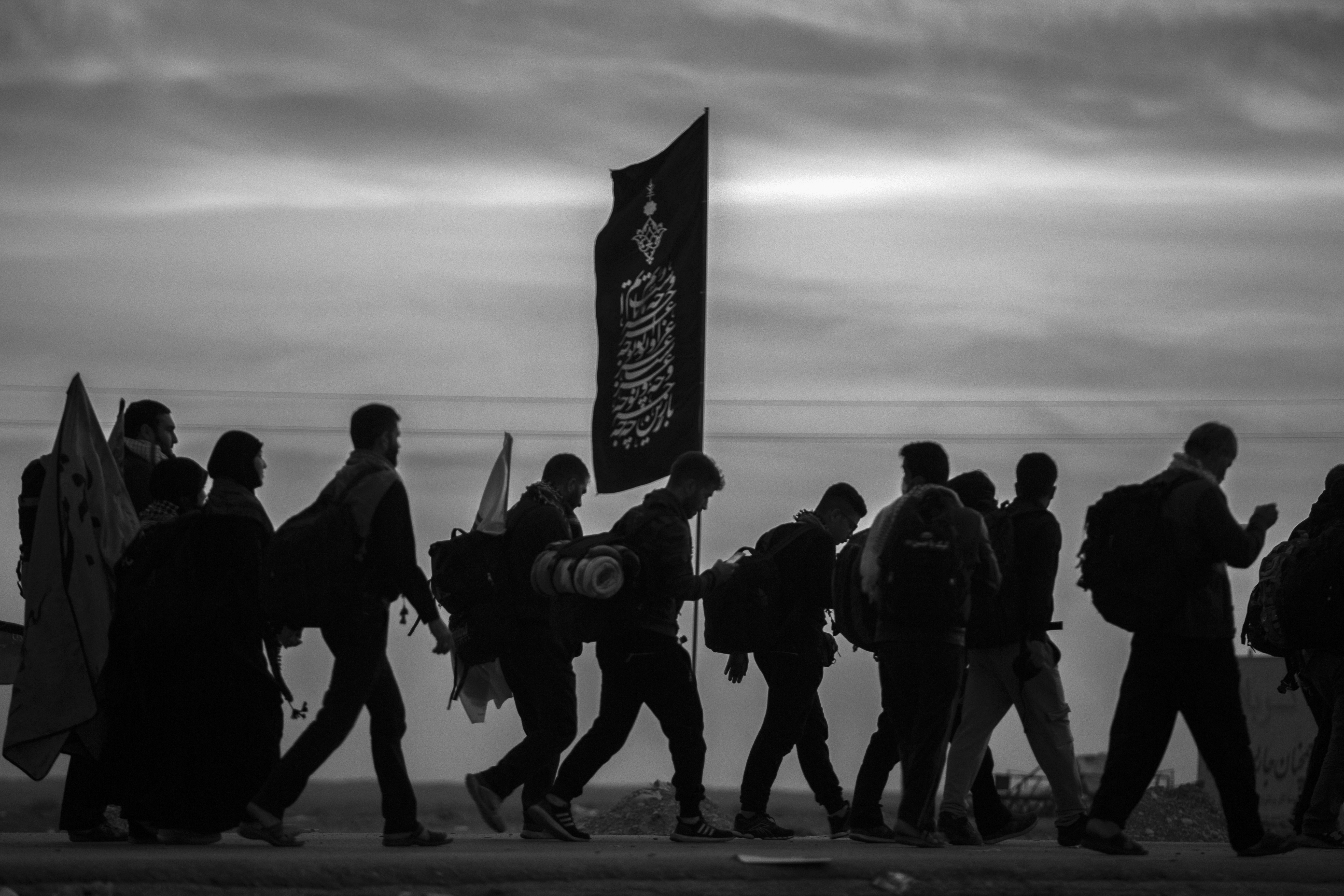
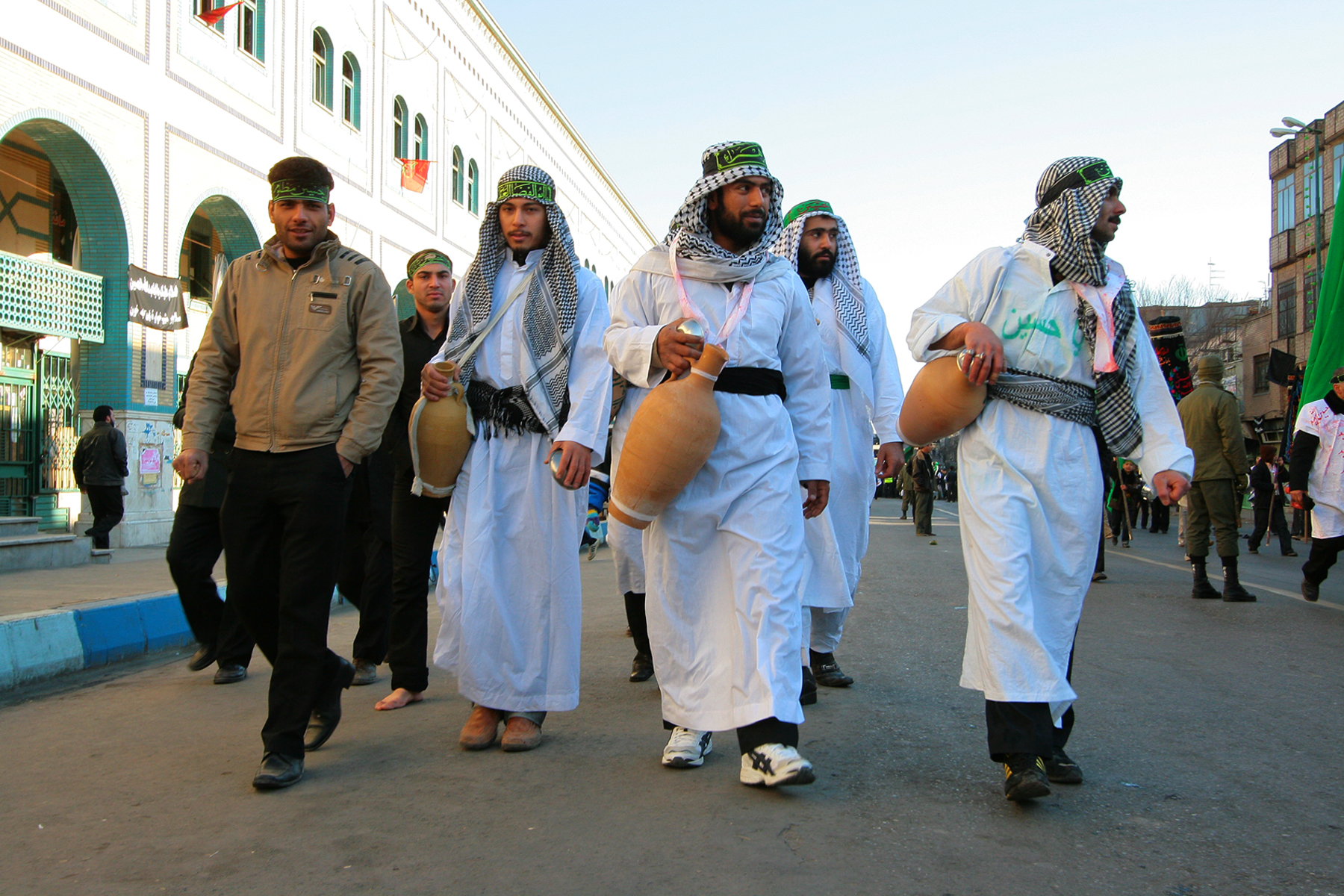
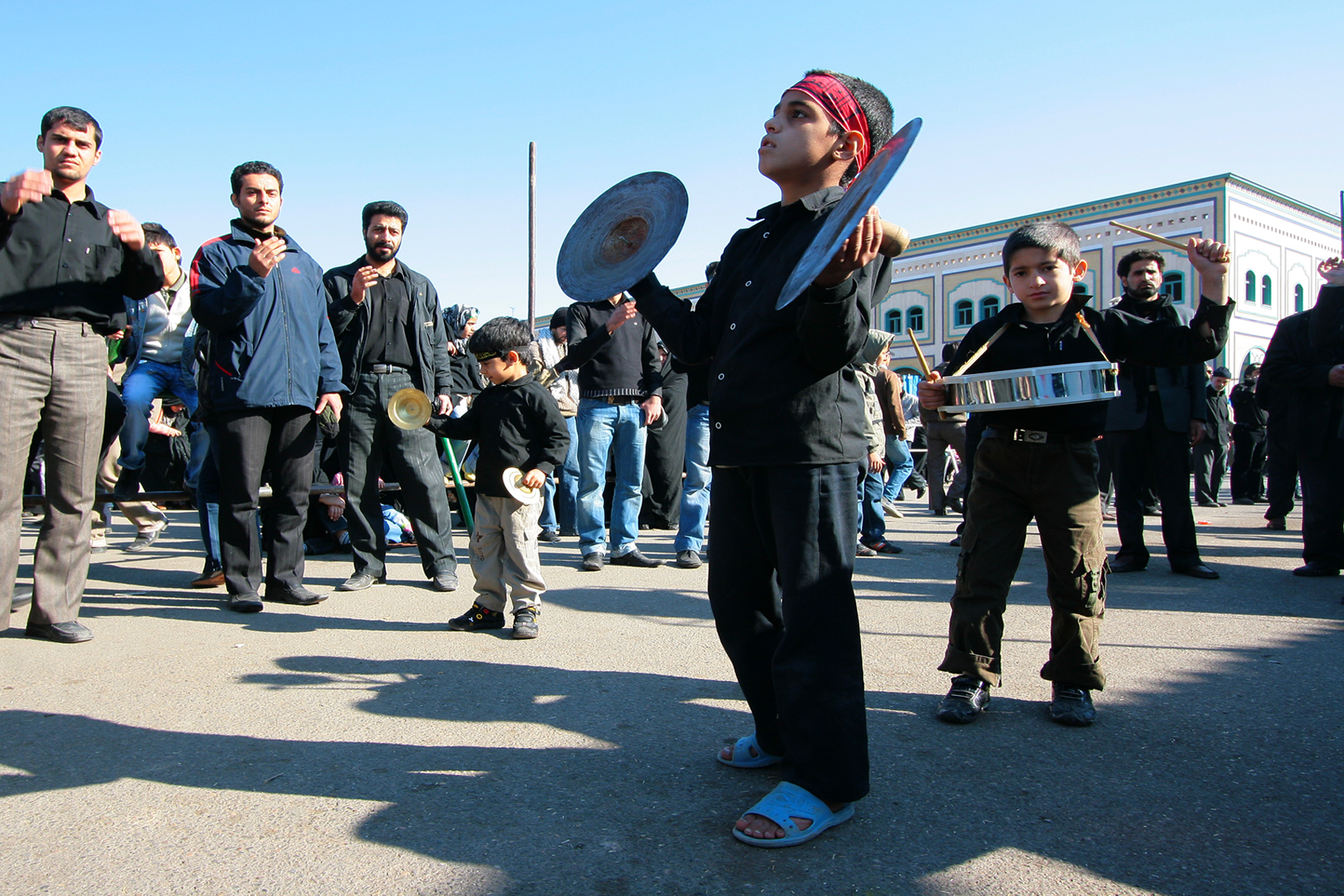
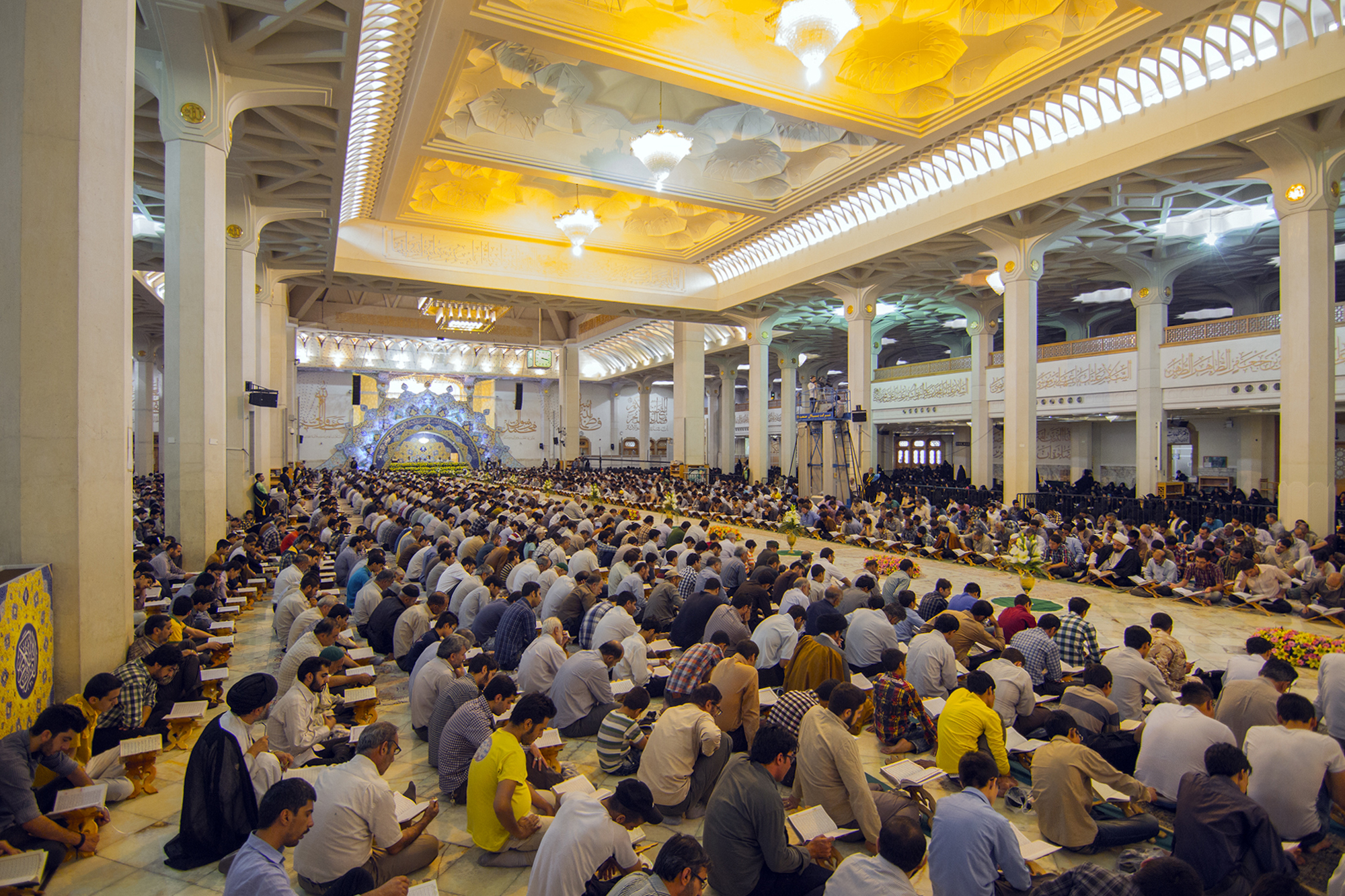
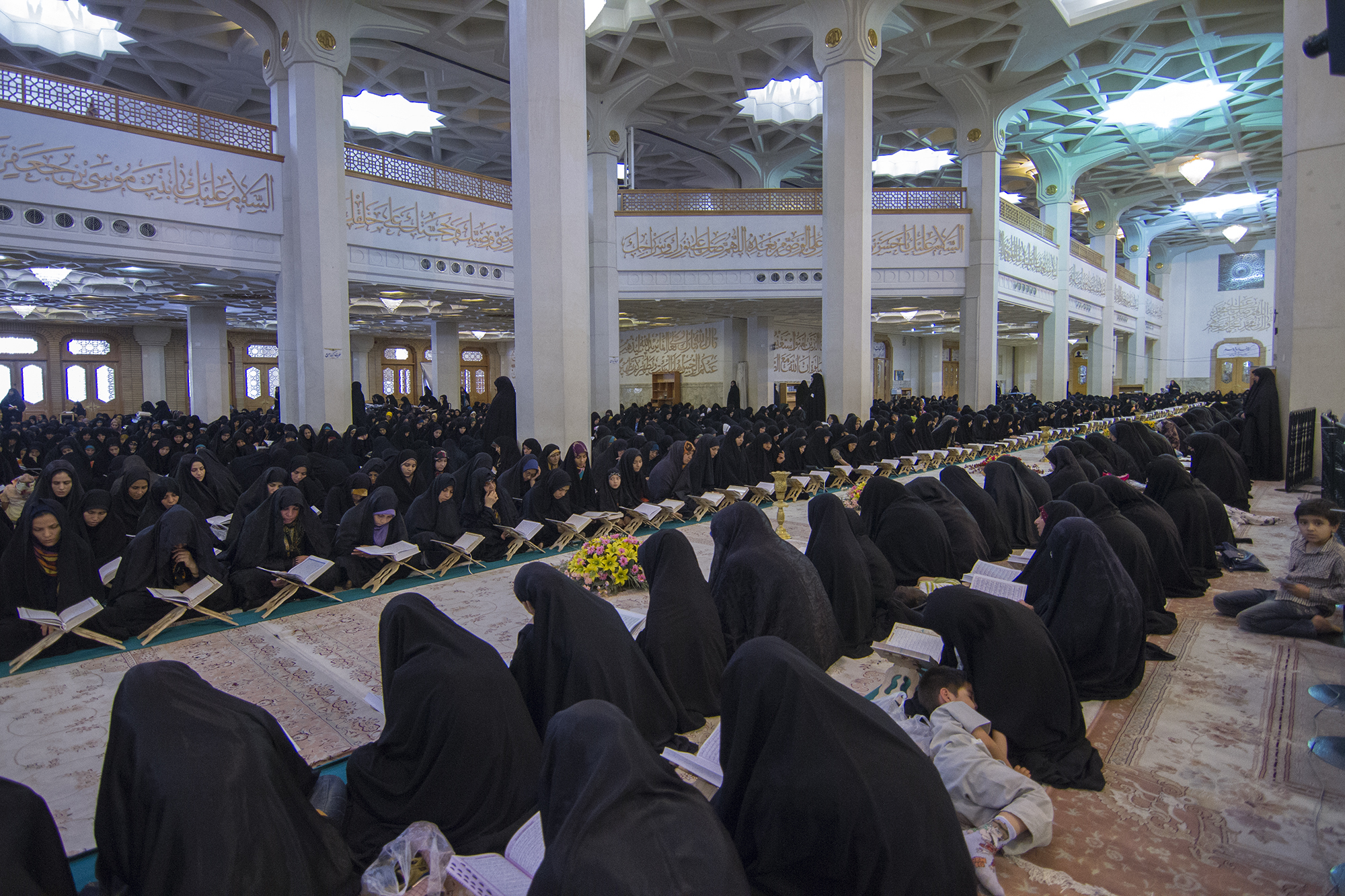